# Macrolobium brevense
Macrolobium brevense är en ärtväxtart som beskrevs av Adolpho Ducke. Macrolobium brevense ingår i släktet Macrolobium och familjen ärtväxter. Inga underarter finns listade i Catalogue of Life.